# 马拉尔迪陨击坑

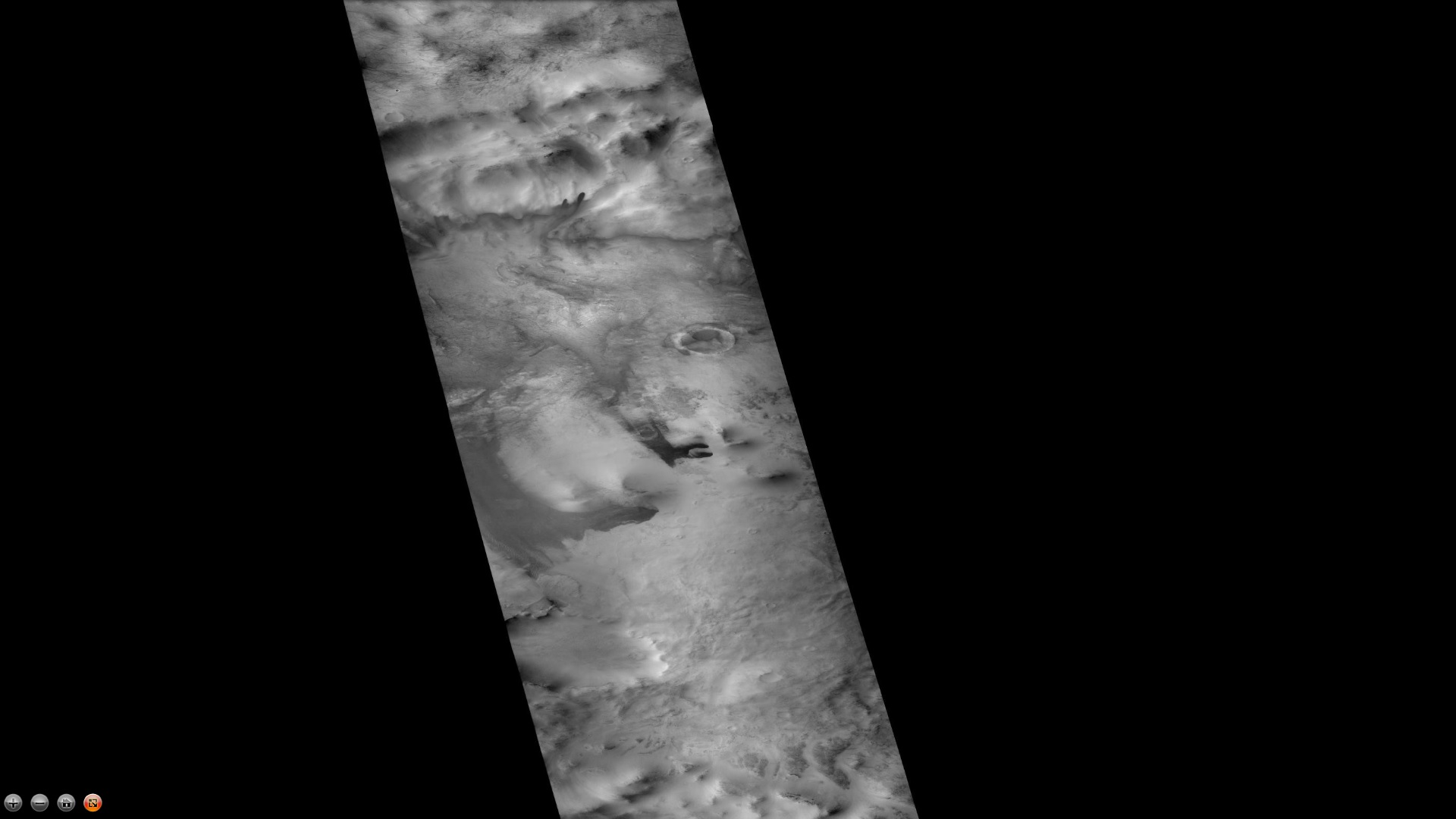
火星勘测轨道飞行器背景相机拍摄的马拉尔迪陨击坑。

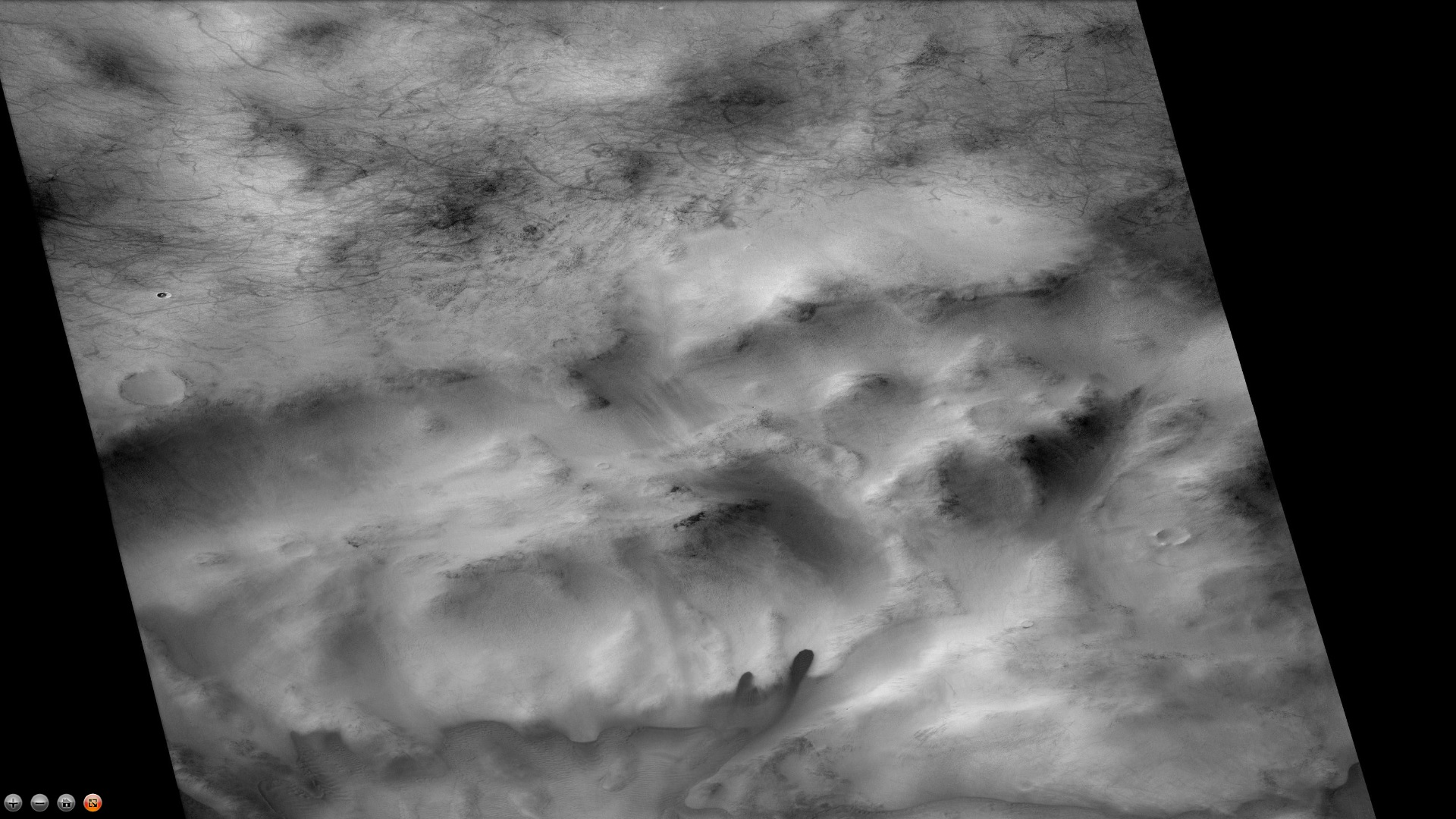
火星勘测轨道飞行器背景相机拍摄到的马拉尔迪陨石坑边缘外的尘暴痕迹，注：这是前一幅图像的放大版。

马拉尔迪陨击坑（Maraldi Crater）是火星阿耳古瑞区的一座撞击陨石坑，其中心坐标位于南纬62.2°和西经32.0°处，直径约124.0公里。它名称取自法国天文学家“贾科莫·菲利普·马拉尔迪”(Giacomo F. Maraldi)。

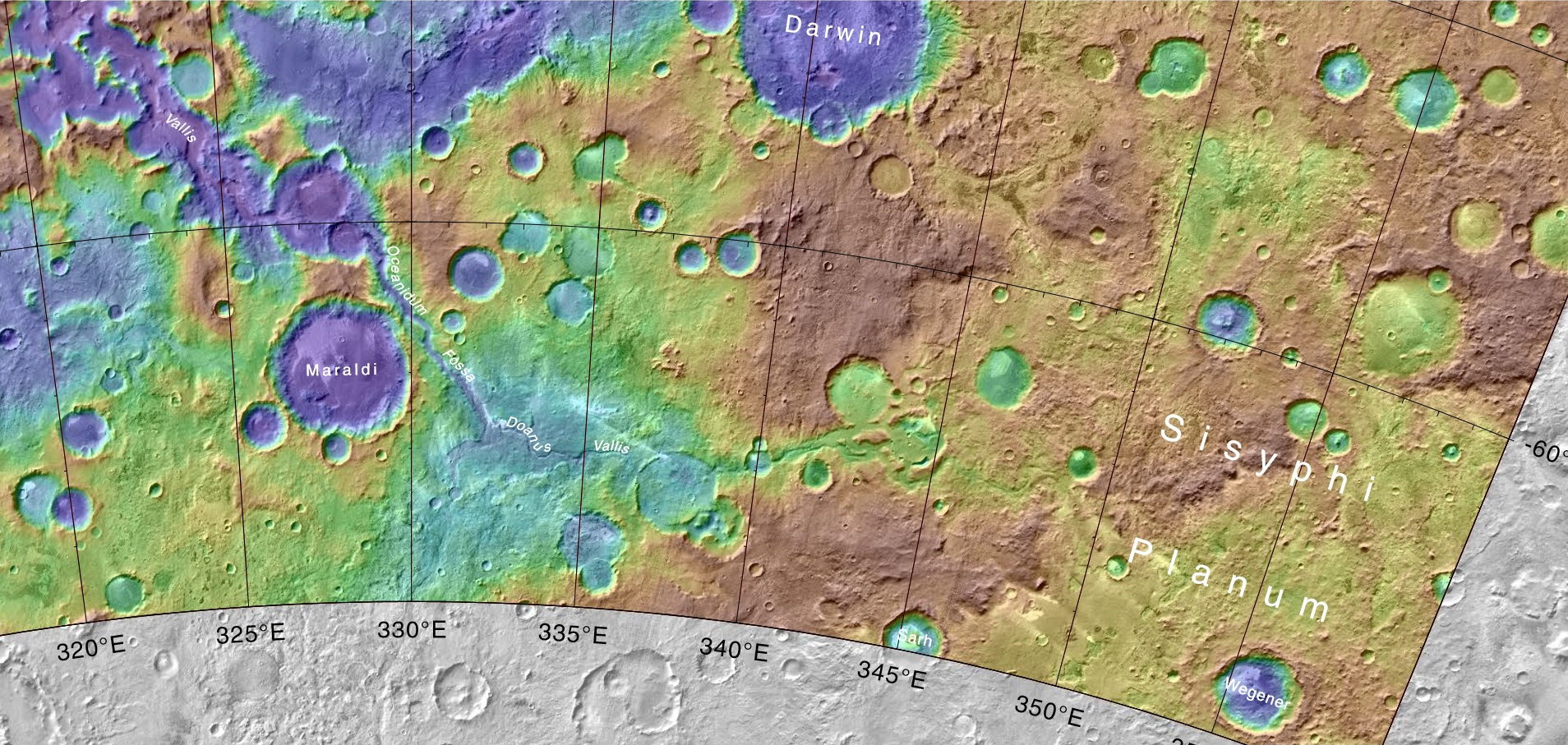
在左侧显示了马拉尔迪陨击坑位置的地形图

## 另请查看
- 火星撞击坑
- 米氏陨击坑